# Éric Moussambani
Éric Moussambani Malonga (Malabo, 31 de mayo de 1978) es un nadador de Guinea Ecuatorial que representó a su país en los Juegos Olímpicos de Sídney 2000. Ganó su serie de la competencia olímpica ya que sus otros dos participantes (eran tres en su serie) salieron a destiempo. Gracias a esto, Éric se pudo consagrar ganador.

## Biografía
Se dio a conocer a nivel mundial en los Juegos Olímpicos de Sídney 2000, en los que pudo participar gracias al sistema de cuotas para países en vías de desarrollo, sin necesidad de alcanzar el tiempo mínimo requerido. Había comenzado a practicar natación gracias a un anuncio de radio de la federación nacional, tan solo ocho meses antes de la cita. Debido a que Guinea Ecuatorial no tenía entonces una piscina olímpica de cincuenta metros, tuvo que entrenar en la playa y después en una piscina de hotel en Malabo, de doce metros, a la que solo podía acceder de madrugada.
Ya en los JJ.OO., Moussambani tenía que enfrentarse en la primera serie de cien metros libres a dos rivales de Níger y Tayikistán, pero ambos fueron descalificados por salida en falso y el ecuatoguineano tuvo que nadar solo. Con muchas dificultades, especialmente en el tramo final por la fatiga, logró completar la prueba en 1:52.72, más del doble de tiempo que sus rivales directos, ante la ovación de los espectadores. En una entrevista posterior, el nadador aseguró que «todos creen que el éxito es ganar una medalla, pero el mío fue presentarme a aquella carrera».
En los días siguientes, Moussambani se convirtió en un ejemplo de espíritu y superación a través del deporte. Además, su desempeño sirvió para que Guinea Ecuatorial construyera dos piscinas olímpicas en Malabo y Bata. Moussambani continuó entrenando y logró mejorar su plusmarca en el Campeonato Mundial de Natación de 2001, con un tiempo de 1:18.00. No pudo participar en los Juegos Olímpicos de Atenas 2004, a pesar de haber rebajado su marca personal por debajo del minuto, debido a un problema con el visado.
Desde 2012 Moussambani es entrenador del equipo nacional de natación de Guinea Ecuatorial.